# San Miguel de Allende, Chiapas
San Miguel de Allende är en ort i Mexiko.   Den ligger i kommunen Ocotepec och delstaten Chiapas, i den sydöstra delen av landet, 700 km öster om huvudstaden Mexico City. San Miguel de Allende ligger 1 345 meter över havet och antalet invånare är 106.
Terrängen runt San Miguel de Allende är kuperad åt sydost, men åt nordväst är den bergig. Runt San Miguel de Allende är det ganska glesbefolkat, med 47 invånare per kvadratkilometer. Närmaste större samhälle är Tapilula, 17,9 km öster om San Miguel de Allende. I omgivningarna runt San Miguel de Allende växer i huvudsak städsegrön lövskog.